# Isaac Brock
Isaac Kristofer Brock (Helena, 9 luglio 1975) è un cantante e musicista statunitense, compositore del gruppo indie rock Modest Mouse e del meno noto Ugly Casanova.
Nei suoi filosofici testi utilizza numerosi giochi di parole, metafore, e modi di dire risalenti addirittura alla prima metà del ventesimo secolo.

## Biografia
Isaac nasce a Helena, nel Montana. Durante la sua infanzia Brock, sua madre e sua sorella vivono spostandosi tra il Montana e l'Oregon in comunità hippie e chiese. All'età di 11 anni Isaac si trasferisce con la sua famiglia in una casa a Issaquah, casa nella quale il giovane Brock riceve la sua istruzione scolastica. La casa si allaga ben tre volte, e i tre sono costretti a trasferirsi nella roulotte del futuro marito della madre di Isaac, ma il ragazzino chiede di continuare a vivere da solo nella sua stanza allagata fino alla vendita della casa.
Dopo un breve periodo passato nella cantina di un amico, Isaac si trasferisce nel capannone costruito sul terreno vicino alla roulotte abitata dalla madre e dal padre acquisito.
Nel 1992, a sedici anni, si trasferisce a Washington per l'estate, dove conosce la sua ragazza. Vive spostandosi continuamente tra la costa orientale e Issaquah, dove si iscrive ad una comunità-scuola che gli permette di ottenere il diploma di scuola superiore.
In seguito si trasferisce all'East Village di New York, dove si guadagna da vivere pulendo camion, posando nudo per le classi d'arte e partecipando ad esperimenti medici.
Brock si sposta ancora e riesce ad approdare nella zona di Seattle dove inizia a suonare assieme a Eric Judy (basso) e Jeremiah Green (batteria).

## Vita privata
Anche se i testi di Brock sono intrisi di cultura cristiana, lui si definisce «not really religious at all» (per niente religioso), aggiungendo che «I'm 100 percent on the whole Christianity thing being a crock of shit, pretty much.» (sono convinto al 100 per 100 che il cristianesimo sia un coccio di merda, più o meno). Inoltre afferma: «Toy around with the whole Biblical thing» (gioco con le storie bibliche), perché «just has amazing characters» (solo perché hanno dei personaggi incredibili).
Isaac Brock si definisce «più o meno ateo».
Le sue canzoni, come The Good Times Are Killing Me parlano del suo precedente abuso di sostanze stupefacenti, delle quali adesso parla in questo modo: «Just something I kind of have to fight... I just try and make sure that it's not around, or I'm not around it.» (sono qualcosa che devo combattere... devo solo avere la certezza che esse non sono intorno a me, o che io non sono intorno a loro).
Nel bel mezzo della registrazione di The Moon & Antarctica, a Chicago, Isaac è stato aggredito da un gruppo di malviventi mentre era in un parco, gli ruppero la mascella, e la parte destra è ancora intorpidita a causa della lastra di acciaio che dovettero inserirgli.
Si è lamentato di essere vittima di gang stalking .
Isaac è un ex A & R, della Sub Pop, il suo più importante lavoro con loro è stato la firma Wolf Parade del 2004.
Attualmente risiede a Portland.

## L'accusa di violenza sessuale
Nel marzo del 1999 una donna di 19 anni si è recata alla stazione di polizia accusando Brock di stupro. Le accuse sono iniziate subito prima che i Modest Mouse iniziassero una tournée nazionale con band garage punk di Seattle chiamata Murder City Devils. Le accuse hanno portato ad una presunta zuffa tra Isaac e i membri dei Murder City Devils. 
Nessuna pena è stata inflitta, e Brock mantiene la sua innocenza.
Questo è quanto ha dichiarato in un'intervista a The A.V. Club:
A quel tempo, pensai di stare zitto e lasciare che quella giovane donna si contraddicesse nel tempo, no? Ho incasinato la mia vita una volta, e preferisco lasciar perdere .... Prima che tutto questo succedesse, non ho mai creduto che qualcuno avrebbe mentito sullo stupro. Quella era la mia posizione: Nessuno mente su questa merda. E questo mi ha fatto seriamente ricredere sulle persone, sulla politica, e sulla mia politica personale. Prima ero tipo "Uccidiamo gli stupratori!" e all'improvviso ho questa falsa accusa contro di me. Ho sentito persone che hanno avuto scomodi rapporti sessuali con delle ragazze, del tipo: "Quel ragazzo è un fottuto stronzo, non gli parlerò mai più". È stato strano essere sul lato sbagliato. Un mio amico che è amico di quella ragazza mi ha detto recentemente che lei avesse negato di aver detto alcunché. L'ho scoperto solo negli ultimi sei mesi. Sapevo che tutti, inclusa la polizia, erano tipo "questa è una stronzata". Quella persona cambiava la storia in base alla persona cui parlava. Era una cosa fottutamente strana.»
(Isaac Brock a The A.V. Club)

## Strumentazione
La chitarra di Isaac è fatta su misura dalla Wicks Guitar, e i suoi amplificatori dalla Soursound, sulla base del Fender SuperSix, ma sono altamente modificati.

## Glacial Pace
Nel mese di ottobre del 2005, Brock ha inaugurato la sua etichetta discografica chiamata Glacial Pace. L'etichetta era una sottoposta di Epic Records, ma è ora indipendente. Il primo a iscriversi è stato il cantautore del Minnesota Mason Jennings, seguito da Love As Laughter, Marcellus Hall, Mimicking Birds, Morning Teleportation, and Talkdemonic.